# Catherine Henriette de Bourbon
Catherine Henriette de Bourbon, Légitimée de France, hertiginnan d'Elbeuf, född 1596, död 1663, var en fransk adelsdam. Hon var dotter till kung Henrik IV av Frankrike och Gabrielle d'Estrées. 
Hon blev officiellt legitimerad 17 november 1596. Hon gifte sig 1619 med hertig Charles II d'Elbeuf. Hon kallades sedan allmänt för Duchesse légitimée de France.